# Chi¹ Orionis
Chi1 Orionis (χ1 Ori / χ1 Orionis) é uma estrela na constelação de Orion.
Chi1 Orionis é uma anã da sequência principal de tipo espectral G0V. Ela possui uma companheira de 0,15 massas solares, com período orbital de 14,1 anos, de tipo espectral M6. Essa companheira orbita a estrela principal em uma órbita bastante excêntrica, se distanciando de 3,3 UA a 8,9 UA.